# Pucallpa
Pucallpa är en stad i centrala Peru, och är den administrativa huvudorten för departementet Ucayali samt provinsen Coronel Portillo. Folkmängden uppgick till 211 651 invånare år 2015. Staden är belägen vid Ucayalifloden, och grundades på 1840-talet av missionärer från Franciskanorden. 